# Devina Hermawan
デヴィナ・エルマワン (インドネシア語: Devina Hermawan、1993年11月11日生まれ ） は、インドネシア人シェフ、作家、料理インストラクターです。

## 学歴
- 2000年-2006年 サント ユサプI バンドン小学校（インドネシア）
- 2006年-2009年 サント・アロイシウス・バンドン中学校（インドネシア）
- 2009年-2012年 サント・アロイシウス・バンドン高校（インドネシア）
- 2012年-2016年 バンドン工科大学経営学部学士号(英語:Bandung Institute of Technology)（インドネシア）

## 背景
デヴィナにとり料理は早い時期からの情熱でした。母親から励まされ、世界中の料理、味、スタイルを探求しました。
デヴィナは料理本や料理に関するYouTubeを通じて独学で料理を学び、インドネシアのバンドン工科大学にて経営管理を専攻しました。
パーソナルシェフとして、第6代インドネシア共和国大統領スシロ・バンバン・ユドヨノ(インドネシア語: Susilo Bambang Yudhoyono)とリドワン・カミル他、インドネシアの主要人物の幾人かに料理を披露しました。

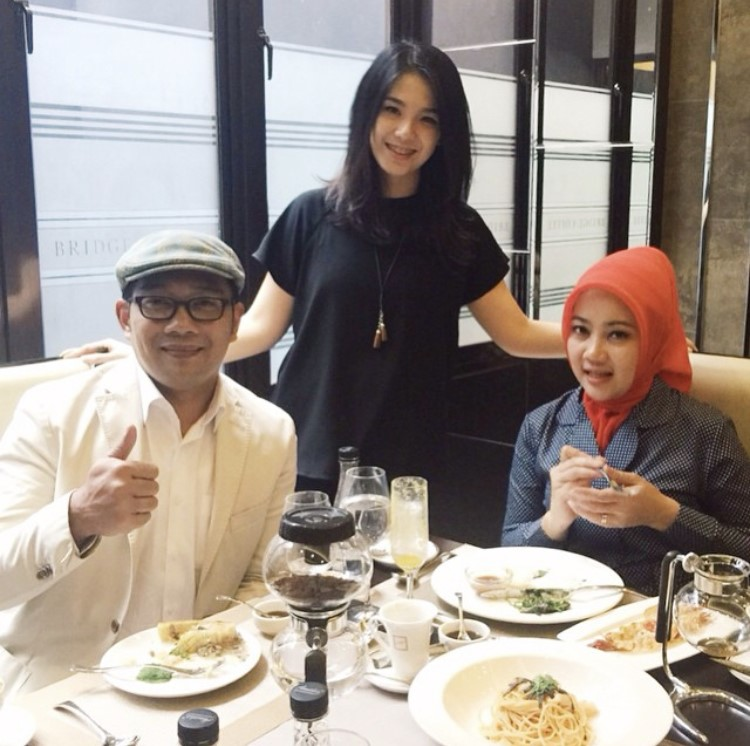
リドワン・カミル、アタリア・プララティヤ・リドワン・カミルのために料理するデヴィナ

デヴィナはデザイナー専属モデルを経て母親となりました。

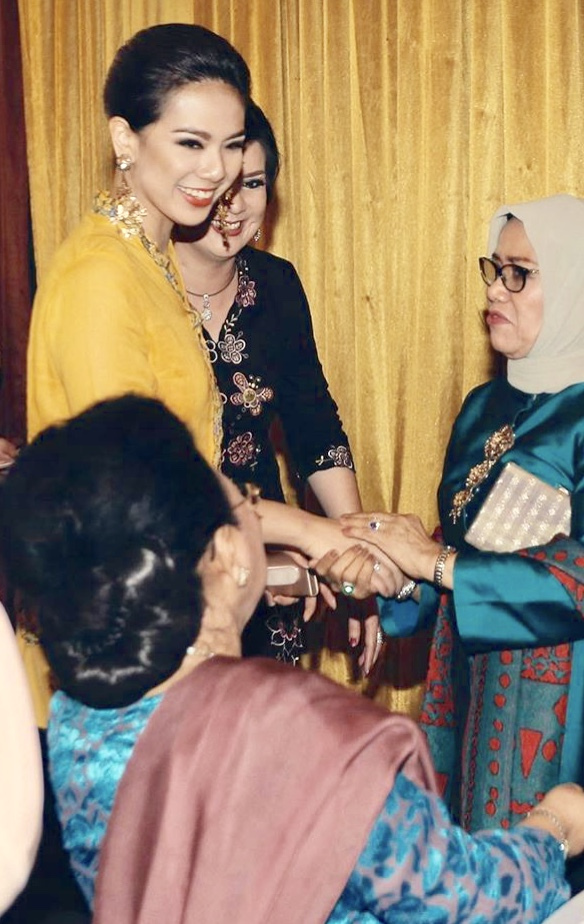
ムトゥ・マニカム・ヌサンタラ、ジェア・パンガビアンのオープニングショーにてムフィダ・モハマッド・ユスフ・カラと

## 経歴
デヴィナは、テレビ番組「マスターシェフ・インドネシアシーズン5」に出演して以来、広く知られるようになりました。マスターシェフ出演後、「ヒントとコツ」、失敗しないメソッドで知られるYouTubeチャンネルを介し、積極的にレシピビデオ、料理チュートリアルを共有しています。現在、共有しているレシピ動画の数は334本に達し、フォロワー数は173万人(2021年8月31日現在)です。

### 料理本
デヴィナは料理本「インドネシアのフュージョンフーズ(インドネシア語:Indonesian Fusion Foods)」(2019年)と「おいしい!76メニューお気に入りアナク(インドネシア語:Yummy! 76 Menu Favorit Anak)」(2021)の2冊を出版しています。「インドネシアのフュージョンフーズ」：8刷、「おいしい!76メニューお気に入りアナク」：2刷。デヴィナの料理本は、アグロメディア・グループのカワン・プスタカ出版社から出版されました(2021年8月31日時点)。

### ブランドアンバサダー＆テレビコマーシャル
2021年から、グループセブ(英語: Groupe SEB)のフランスの調理器具および調理器具メーカーであるティファール(英語: Tefal)のインドネシアのブランドアンバサダーに任命されました。同年、デヴィナは米国のコングロマリットであるクエーカーオーツカンパニー(英語: Quaker Oats Company)・インドネシアのブランドアンバサダーにも任命されました。
また、デヴィナはサルウェンダ・タン、プトリ・ハビビー、プトリ・ミランティと共に、FKSフード、BOLA Deli社の小麦粉のブランドアンバサダーとしてテレビコマーシャルに出演しました。

### テレビ番組
ダプール・デヴィナは（インドネシア語: Dapur Devina)、インドネシアのシェフ、作家、料理インストラクターであるデヴィナ・エルマワン（シェフ デヴィナとして知られている）が主催する料理ショーです。ダプール・デヴィナの第一話は2022年3月12日に放映されました。今後はインドネシアで最も古い公共放送テレビネットワークであるTVRIで毎週土曜日10.30 （インドネシア西部標準時 ）に放送されます。番組ではデヴィナがインドネシアの様々な地域の多種多様なメニューやレシピを紹介します。ダプール・デヴィナは、シェフ デヴィナが初めてテレビで放映した料理番組です。現在、デヴィナはシーズン1の第30話の撮影を完了しています。

### スペシャル・コラボレーションメニュー
2020年12月、サワー・サリー・グループのWowteg!と特別コラボレーションメニュー「ナシ・ブンクス・ケキニアン」を開始しました。2021年8月、シーリン・台湾・ストリート・スナックと特別コラボレーションメニュー「アヤム・ブンブ・ルジャック」を始めました。2021年10月、Steak Hotel by Holycow!と特別コラボレーションメニュー「カフェ・ド・パリステーキとフライドポテト」を立ち上げました。

## 書籍
- インドネシアのフュージョンフーズ(インドネシア語:Indonesian Fusion Foods)(2019年), ISBN 978-979-082-317-4[19]
- おいしい!76メニューお気に入りアナク (インドネシア語:Yummy! 76 Menu Favorit Anak)(2021), ISBN 978-979-757-685-1[20]

## ブランドアンバサダー
- ティファール(英語: Tefal)(2021-現在)
- クエーカーオーツカンパニー(英語: Quaker Oats Company)(2021-現在)
- アンカー (英語: Anchor)(2021-現在)
- ボラ・デリ(インドネシア語: BOLA Deli)(2021-現在)

## フィルモグラフィ
- ダプール・デヴィナは（インドネシア語: Dapur Devina)[21]

## 広告
- ティファール(英語: Tefal)
- クエーカーオーツカンパニー(英語: Quaker Oats Company)
- アンカー (英語: Anchor)
- La Fonte
- ダナモン銀行
- メイバンク
- ボラ・デリ(インドネシア語: BOLA Deli)
- Minyak Goreng Fortune
- Sosis Kanzler
- MODENA
- Metric
- Oxone
- トコペディア(インドネシア語: Tokopedia)
- Indomilk
- Mercure Global
- Sampoerna Academy
- New Zealand Trade and Enterprise (NZTE)
- Department of International Trade Promotion (DITP)
- ヌテラ(英語: Nutella)
- Sunny Gold
- Kecap Manis Bango
- Greenfields Fresh Jersey Milk
- Morinaga Chil*Go!
- Alam Sutera Winona
- HappyFresh
- Nutrijell
- Kecap Menjangan 150
- Santan Kara
- Carnation Evaporasi